# Anna Rogowska

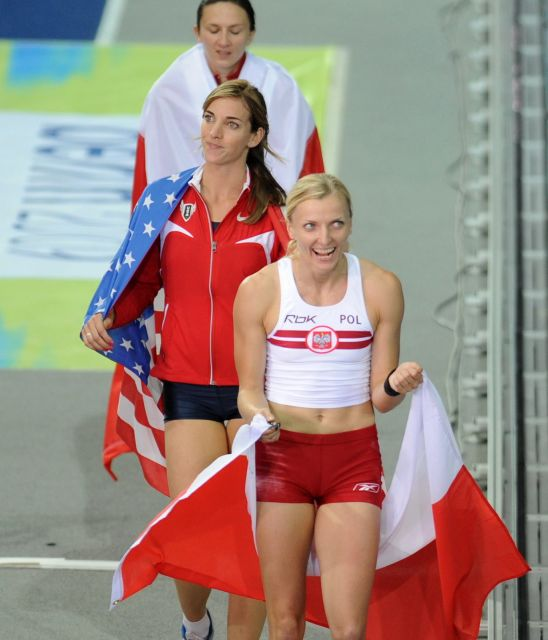
Anna Rogowska (na pierwszym planie) podczas mistrzostw świata w Berlinie (2009)

Anna Rogowska (ur. 21 maja 1981 w Gdyni) – polska lekkoatletka, tyczkarka, brązowa medalistka igrzysk olimpijskich, mistrzyni świata, halowa mistrzyni Europy oraz wicemistrzyni świata.

## Życiorys
Urodziła się 21 maja 1981 w Gdyni. Absolwentka II LO w Sopocie, ukończyła AWFiS w Gdańsku na Wydziale Turystyki i Rekreacji.
W wieku 14 lat rozpoczęła bieganie na 100 m przez płotki w MTS-ie Sopot pod okiem trenerki Ewy Kiczeli. W 1999 zmieniła konkurencję na skok o tyczce. Pierwszą wysokością, jaką udało się jej pokonać było 2,40 m. Reprezentuje klub sportowy SKLA Sopot. Jej trenerem i jednocześnie mężem (od 2006) jest Jacek Torliński.
Zdobywczyni brązowego medalu na Letnich Igrzyskach Olimpijskich 2004 w Atenach – 24 sierpnia 2004 skoczyła 4,70 m i wyprzedziła inną Polkę, również rodowitą gdyniankę, Monikę Pyrek (4. miejsce – 4,55 m).
Anna Rogowska wielokrotnie poprawiała rekord Polski w skoku o tyczce, zarówno w hali, jak i na otwartym stadionie. 12 lutego 2005 podczas halowego mityngu w Doniecku poprawiła ustanowiony przez siebie rekord Polski wynikiem 4,75 m. 6 marca 2005 podczas Halowych Mistrzostw Europy 2005 w Madrycie w Lekkoatletyce zdobyła srebrny medal, wyrównując swój własny rekord życiowy – 4,75 m. 2 czerwca 2005 podczas imprezy „Tyczka na molo” w Sopocie pobiła swój własny rekord Polski sprzed 6 dni, ustanawiając go na wysokości 4,77 m. 22 lipca 2005 podczas mityngu Super Grand Prix IAAF w Londynie ponownie poprawiła rekord Polski, pokonując poprzeczkę na wysokości 4,80 m. Następnie poprawiła rekord Polski 21 sierpnia 2005 na mityngu w Beckum, skacząc 4,82 m. Obecnie należy do niej zarówno rekord Polski na otwartym stadionie – 4,83 m – ustanowiony 26 sierpnia 2005 na mityngu Złotej Ligi w Brukseli, jak i halowy rekord Polski – 4,85 m – ustanowiony 6 marca 2011 podczas halowych mistrzostw Europy w Paryżu.
Na Mistrzostwach Świata 2005 w Helsinkach zajęła 6. miejsce z wynikiem 4,35 m. Zdobyła srebrny medal podczas Halowych Mistrzostw Świata w 2006 w Moskwie z wynikiem 4,75 m. Złoto wywalczyła Rosjanka Jelena Isinbajewa z wynikiem 4,80 m.
Następnie zdobyła (pod nieobecność Moniki Pyrek i rekordzistki świata Jeleny Isinbajewej) brązowy medal podczas Halowych Mistrzostw Europy 2007 w Birmingham z wynikiem 4,66 m. Latem tego roku zajęła 8. miejsce w mistrzostwach świata w Osace (4,60 m).
W 2008 była szóstą zawodniczką halowych mistrzostw świata w Walencji (4.55) i drugą – superligi pucharu Europy w Annecy (4.66). Start w igrzyskach olimpijskich w Pekinie zakończył się 10. miejscem z wynikiem 4,45 m.
1 sierpnia 2009 Rogowska (pod nieobecność Moniki Pyrek) po raz pierwszy w karierze sięgnęła po złoty medal mistrzostw Polski, uzyskany przez nią wynik (4,80) jest rekordem mistrzostw Polski.
17 sierpnia 2009 zdobyła złoty medal mistrzostw świata w Berlinie, pokonując poprzeczkę na wysokości 4,75 m. W zawodach tych drugie miejsce i srebrny medal zdobyła Monika Pyrek. Broniąca tytułu Jelena Isinbajewa, nie zaliczyła żadnej wysokości.
10 lutego 2010 na mityngu Pedro’s Cup w Bydgoszczy zajęła pierwsze miejsce w konkursie skoku o tyczce kobiet, wynikiem 4,81 poprawiła o jeden centymetr własny halowy rekord Polski z 2006.
Halowa mistrzyni Europy (Paryż 2011).
Podczas mistrzostw świata w Daegu 2011 zajęła 10. miejsce (ex aequo z Moniką Pyrek i Kristiną Gadschiew) w finałowym konkursie skoku o tyczce kobiet.
W lutym 2015 ogłosiła zakończenie kariery sportowej.
Wielokrotna halowa mistrzyni kraju.
W 2004 zdobyła nagrodę Złote Kolce dla najlepszej lekkoatletki sezonu. Została wówczas również laureatką Plebiscytu Przeglądu Sportowego (6. miejsce). W 2009 uplasowała się na 5. pozycji w tym plebiscycie.
Postanowieniem Prezydenta RP z dnia 7 października 2004 została odznaczona Złotym Krzyżem Zasługi.
2 września 2009 została odznaczona przez prezydenta Lecha Kaczyńskiego Krzyżem Kawalerskim Orderu Odrodzenia Polski.

## Najważniejsze osiągnięcia
| Nazwa zawodów                           | Miejsce    | Data | Konkurencja   | Wynik           | Miejsce     |
| --------------------------------------- | ---------- | ---- | ------------- | --------------- | ----------- |
| Mistrzostwa Europy                      | Monachium  | 2002 | skok o tyczce | 4.30            | 7. miejsce  |
| Halowe mistrzostwa świata               | Birmingham | 2003 | skok o tyczce | 4.35            | 6. miejsce  |
| Młodzieżowe mistrzostwa Europy          | Bydgoszcz  | 2003 | skok o tyczce | 4.35            | 3. miejsce  |
| Mistrzostwa świata                      | Paryż      | 2003 | skok o tyczce | 4.45            | 7. miejsce  |
| Halowe mistrzostwa świata               | Budapeszt  | 2004 | skok o tyczce | 4.40            | 7. miejsce  |
| Igrzyska Olimpijskie                    | Ateny      | 2004 | skok o tyczce | 4.70            | 3. miejsce  |
| Finał IAAF                              | Monako     | 2004 | skok o tyczce | 4.70            | 3. miejsce  |
| Halowe mistrzostwa Europy               | Madryt     | 2005 | skok o tyczce | 4.75 (HRP)      | 2. miejsce  |
| Superliga Pucharu Europy                | Florencja  | 2005 | skok o tyczce | 4.60            | 1. miejsce  |
| Mistrzostwa świata                      | Helsinki   | 2005 | skok o tyczce | 4.35 (el. 4.45) | 6. miejsce  |
| Finał IAAF                              | Monako     | 2005 | skok o tyczce | 4.35            | 7. miejsce  |
| Halowy puchar Europy                    | Liévin     | 2006 | skok o tyczce | 4.80 (HRP)      | 1. miejsce  |
| Halowe mistrzostwa świata               | Moskwa     | 2006 | skok o tyczce | 4.75            | 2. miejsce  |
| Halowe mistrzostwa Europy               | Birmingham | 2007 | skok o tyczce | 4.66            | 3. miejsce  |
| Mistrzostwa świata                      | Osaka      | 2007 | skok o tyczce | 4.60            | 8. miejsce  |
| Halowe mistrzostwa świata               | Walencja   | 2008 | skok o tyczce | 4.55            | 6. miejsce  |
| Superliga Pucharu Europy                | Annecy     | 2008 | skok o tyczce | 4.66            | 2. miejsce  |
| Mistrzostwa Świata                      | Berlin     | 2009 | skok o tyczce | 4.75            | 1. miejsce  |
| Halowe mistrzostwa świata               | Doha       | 2010 | skok o tyczce | 4,70            | 3. miejsce  |
| Superliga drużynowych mistrzostw Europy | Bergen     | 2010 | skok o tyczce | 4,40            | 3. miejsce  |
| Halowe mistrzostwa Europy               | Paryż      | 2011 | skok o tyczce | 4,85 (RP)       | 1. miejsce  |
| Superliga drużynowych mistrzostw Europy | Sztokholm  | 2011 | skok o tyczce | 4,75            | 1. miejsce  |
| Mistrzostwa świata                      | Daegu      | 2011 | skok o tyczce | 4,55            | 10. miejsce |
| Halowe mistrzostwa Europy               | Göteborg   | 2013 | skok o tyczce | 4,67            | 2. miejsce  |
| Superliga drużynowych mistrzostw Europy | Gateshead  | 2013 | skok o tyczce | 4,40            | 3. miejsce  |

## Rekordy życiowe
| Miejsce | Wynik | Miejsce  | Data             | Wynik w historii |
| ------- | ----- | -------- | ---------------- | ---------------- |
| hala    | 4,85  | Paryż    | 6 marca 2011     | 10.              |
| stadion | 4,83  | Bruksela | 26 sierpnia 2005 | 14.              |

## RankingTrack & Field News
- 2008 – 8. miejsce[6]

## Światowy ranking lekkoatletyczny (do 2006 rankingIAAF)
- 2004 – 4. miejsce
- 2005 – 3. miejsce
- 2006 – 5. miejsce
- 2008 – 8. miejsce

## Odznaczenia
- Krzyż Kawalerski Orderu Odrodzenia Polski (2009)[7]
- Złoty Krzyż Zasługi (2004)[8]